# Cabeza de filósofo

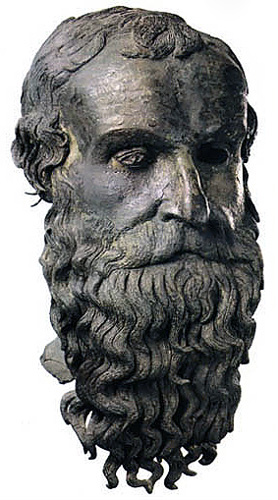
La Cabeza del Filósofo.

Cabeza de Filósofo o Testa del Filósofo es el nombre que se le da a los restos de una escultura de bronce que proviene probablemente de la Magna Grecia y se puede datar en torno a la segunda mitad del siglo V a. C.
Fue encontrada en 1969 en un pecio hallado delante de la playa de Porticello, junto a Cannitello, una localidad al norte de Villa San Giovanni, Reggio Calabria (Italia). Se conserva en el Museo Nacional de la Magna Grecia de Reggio Calabria.
La escultura está parcialmente dañada: le falta el ojo izquierdo y parte del cabello sobre la nuca, donde hay trazas de que hubo un cordón que le ceñía la cabeza. Junto a la estatua se encontraron fragmentos del mismo material pertenecientes a una mano y a un manto, lo que ha inducido a pensar que la obra representa a un filósofo o literato de la Antigua Grecia.
El estudio del pecio sitúa las esculturas recuperadas en torno a los años 415-385 a. C.